# الأناركية في بيلاروس
الأناركية في بيلاروس هي الحركات الأناركية (اللاسلطوية) في جمهورية بيلاروس والأراضي المرتبطة بها تاريخيًا داخل الإمبراطورية الروسية. بدأ الأناركيون أو اللاسلطويون في بيلاروس في القرن الثامن عشر عندما نشأت عدة منظمات أناركية بشكل منفصل ضد روسيا القيصرية. وخلال الحرب الأهلية الروسية تنظم اللاسلطويون في اتحادات أناركية متعددة وقاتلوا ضد الجيش الأحمر واستولوا على أجزاء من بيلاروس. بدأ اللاسلطويون وغيرهم من اليساريين في جميع أنحاء الإمبراطورية الروسية السابقة انتفاضة ضد الحكومة البلشفية التي أطلق عليها اللاسلطويون اسم «الثورة الروسية الثالثة»، خصوصًا في الانتفاضة الروسية والبيلاروسية التي خلقت ثورة أثناء تمرد كرنشتات. سيطر اللاسلطويون البيلاروسيون والروس على البحرية السوفيتية وكادوا يطيحون بالحكومة البلشفية. لكن القمع البلشفي وعدم قدرة الحركة على التنظيم الفعال أديا إلى فشل الانتفاضات.
ضعفت الأنشطة الأناركية خلال الحقبة السوفيتية، إذ بدأت حكومة الاتحاد السوفيتي بتنفيذ سياسات قمعية ضد الأناركيين، وأصبحت الماركسية اللينينية الأيديولوجية الرسمية للدولة. وزادت الأنشطة الأناركية خلال الثمانينيات والتسعينيات من القرن العشرين، حين بدأ الاتحاد السوفيتي يضعف فعادوا إلى الاحتجاج ضد الحكومة. وبعد تفكك الاتحاد السوفيتي، كان للأناركيين دور متزايد الأهمية في السياسة البيلاروسية، مع انتشار الحركة الأناركية في بيلاروس في القرن الحادي والعشرين، لتلعب دورًا مهمًا في حركات مختلفة. فمثلًا لعب اللاسلطويون دورًا نشطًا في التنظيم والمشاركة والاحتجاج في احتجاجات عام 2020 في بيلاروس.

## التاريخ

### الإمبراطورية الروسية
ظهرت المجموعة الأناركية الأولى في الإمبراطورية الروسية في بياويستوك، مقاطعة غرودنو، في ربيع عام 1903. كان العديد من الأناركيين الأوائل في بيلاروس غير راضين عن المواقف المعتدلة و«الحيادية» للأحزاب الاشتراكية الموجودة، مثل الجبهة اليهودية العامة وحزب العمل الديمقراطي الاشتراكي الروسي (أر إس دي إل بّي) والحزب الاشتراكي الثوري. طالب الأناركيون بتدمير الدولة، التي تضمنت الملكية والجمهورية البرلمانية. فكلاهما اعتُبرا أدوات للاستبداد الطبقي من وجهة نظر الأناركيين. لم ينظر اللاسلطويون إلى الديموقراطية كبديل قابل للتطبيق، لأن الكلمة تعني «كراتيا- kratiya»، أو السلطة، تحديدًا سلطة البرجوازية.
أصبح الأناركيون يتمتعون بهالة «المدافعين عن الطبقة العاملة» بسبب مصادرة الملكية (التأميم) واستفزاز الإرهاب الفردي، واستخدمت هذه الهالة كأحد تكتيكاتهم الأكثر حسمًا. على الرغم من أن العمال من بياويستوك انضموا إلى الفدرالية الأناركية على نطاق واسع، إلا أن الأناركيين لم يحققوا أي شيء أكثر من انتصارات اقتصادية محلية.

### الثورة الروسية
في عام 1917، شارك قادة الحركة الأناركية في سانت بطرسبرغ وكرنشتات في الحركة الأناركية في بيلاروس أو استلهموا منها. وكان من بين هؤلاء القادة جوزيف بلاكمان-سولنتسيف، وكونستانتين أكاشيف، وإفيم يارشوك، وغيرهم. أصبح الأناركيون، جنبًا إلى جنب مع البلاشفة واليسار، القوة الرئيسية لثورة أكتوبر. وسرعان ما تبنى حزب فلاديمير لينين اسم «الشيوعي» من كروبوتكين ليكتسب شعبية. ومع ذلك، أعاد لينين فيما بعد تسمية الحزب «بالبلاشفة الشيوعيين» لتمييزه عن الشيوعيين الأناركيين والشيوعيين اليساريين.
بقيت الجبهة الموحدة لجميع هذه الأحزاب السوفيتية السرية محفوظة حتى أوائل عام 1919. في ذلك الوقت تقريبًا، شهدت الشيوعية الأناركية منافسة من الحزب الشيوعي، وتمكن البلاشفة من حد تأثير الحركة الأناركية. ومع ذلك، استمرت الدوائر الأناركية القانونية وشبه القانونية بالعمل في بيلاروس حتى أوائل عشرينيات القرن العشرين. لكن في النهاية، تحولت مجالس الحكومة الذاتية الشعبية، التي كانت حلم أنصار بيتر كروبوتكين، بسبب بيروقراطية الحزب إلى هيئات مساعدة. وأصبح العديد من الأناركيين منفيين ومعزولين سياسيًا. 